# Samuel F. Miller
Samuel Franklin Miller (Franklin, 27 de Maio de 1827 – Franklin, 16 de Março de 1892) foi um Representante dos Estados Unidos pelo estado de Nova York durante a segunda metade da Guerra Civil Americana.
Miller nasceu em Franklin, Condado de Delaware, Nova York no dia 27 de Maio de 1827. Graduou-se no Delaware Literary Institute e no Hamilton College em Clinton, Nova York, em 1852; estudou direito e foi aceito na Ordem em 1853, mas não se dedicou na prática extensiva; dedicou-se na agricultura e em serraria; membro da Assembleia do Estado de Nova York (1º distrito do Condado de Delaware) em 1854; serviu como coronel na Guarda Nacional do Estado; eleito pelo Partido Republicano ao 38º Congresso dos Estados Unidos (4 de Março de 1863 - 3 de Março de 1865); membro do congresso constitucional do Estado em 1867; coletor distrital de receita federal em 1869-1877; eleito ao 44º Congresso dos Estados Unidos (4 de Março de 1875 - 3 de Março de 1877); continuou as atividades em agricultura e em serrarias; morreu em Franklin, Nova York no dia 16 de Março de 1892; sepultamento no Cemitério Ouleout Valley.